# كاتارينا ليندغرين
كاتارينا ليندغرين هي مدربة رياضية سويدية، ولدت في 10 مايو 1963 في بيتيو في السويد.

## وصلات خارجية
- كاتارينا ليندغرين على موقع أوليمبيديا (الإنجليزية)
- كاتارينا ليندغرين على موقع اللجنة الأولمبية السويدية (السويدية)